# Campeonato Europeu de Halterofilismo de 1989
O Campeonato Europeu de Halterofilismo de 1989 foi a 68ª edição do campeonato organizado, sendo pela Federação Europeia de Halterofilismo, em Atenas, na Grécia, entre 16 a 23 de setembro de 1989. Foram disputadas 10 categorias com a presença de 136 halterofilistas de 23 nacionalidades no evento masculino. Também ocorreu a 2ª edição do Campeonato Europeu de Halterofilismo feminino, organizado pela Federação Europeia de Halterofilismo, em Manchester, no Reino Unido, entre 24 a 26 de novembro de 1989. Ambas as edições, masculina e feminina, foram realizadas em conjunto com o Campeonato Mundial de Halterofilismo de 1989 de seus respectivos gêneros.

## Medalhistas

### Masculino
| Evento                       | Ouro                                    | Ouro              | Prata                                  | Prata             | Bronze                               | Bronze            |
| Mosca (até 52 kg)            | Mosca (até 52 kg)                       | Mosca (até 52 kg) | Mosca (até 52 kg)                      | Mosca (até 52 kg) | Mosca (até 52 kg)                    | Mosca (até 52 kg) |
| ---------------------------- | --------------------------------------- | ----------------- | -------------------------------------- | ----------------- | ------------------------------------ | ----------------- |
| Arranque                     | Ivan Ivanov · Bulgária                  | 117,5 kg          | Traian Cihărean · Roménia              | 115,0 kg          | Jose Martinez · Espanha              | 102,5 kg          |
| Arremesso                    | Ivan Ivanov · Bulgária                  | 155,0 kg          | Traian Cihărean · Roménia              | 145,0 kg          | Agron Haxhiyseni · Albânia           | 125,0 kg          |
| Total                        | Ivan Ivanov · Bulgária                  | 272,5 kg          | Traian Cihărean · Roménia              | 260,0 kg          | Jose Martinez · Espanha              | 227,5 kg          |
| Galo (até 56 kg)             |                                         |                   |                                        |                   |                                      |                   |
| Arranque                     | Hafiz Suleymanov · União Soviética      | 130,0 kg          | Sevdalin Marinov · Bulgária            | 125,0 kg          | Luan Shabani · Albânia               | 120,0 kg          |
| Arremesso                    | Hafiz Suleymanov · União Soviética      | 157,5 kg          | Sevdalin Marinov · Bulgária            | 155,0 kg          | Laurent Fombertasse · França         | 140,0 kg          |
| Total                        | Hafiz Suleymanov · União Soviética      | 287,5 kg          | Sevdalin Marinov · Bulgária            | 280,0 kg          | Luan Shabani · Albânia               | 260,0 kg          |
| Pena (até 60 kg)             |                                         |                   |                                        |                   |                                      |                   |
| Arranque                     | Naim Süleymanoğlu · Turquia             | 145,0 kg          | Attila Czanka · Roménia                | 137,5 kg          | Nikolay Peshalov · Bulgária          | 137,5 kg          |
| Arremesso                    | Naim Süleymanoğlu · Turquia             | 172,5 kg          | Nikolay Peshalov · Bulgária            | 170,0 kg          | Attila Czanka · Roménia              | 167,5 kg          |
| Total                        | Naim Süleymanoğlu · Turquia             | 317,5 kg          | Nikolay Peshalov · Bulgária            | 307,5 kg          | Attila Czanka · Roménia              | 305,0 kg          |
| Leve (até 67,5 kg)           |                                         |                   |                                        |                   |                                      |                   |
| Arranque                     | Israel Militosyan · União Soviética     | 160,0 kg          | Yoto Yotov · Bulgária                  | 155,0 kg          | Ergün Batmaz · Turquia               | 147,5 kg          |
| Arremesso                    | Israel Militosyan · União Soviética     | 187,5 kg          | Yoto Yotov · Bulgária                  | 182,5 kg          | Andreas Behm · Alemanha Oriental     | 182,5 kg          |
| Total                        | Israel Militosyan · União Soviética     | 347,.5 kg         | Yoto Yotov · Bulgária                  | 337,5 kg          | Andreas Behm · Alemanha Oriental     | 325,0 kg          |
| Médio (até 75 kg)            |                                         |                   |                                        |                   |                                      |                   |
| Arranque                     | Altimurat Orazdurdiev · União Soviética | 160,0 kg          | Waldemar Kosiński · Polónia            | 155,0 kg          | Andrei Socaci · Roménia              | 155,0 kg          |
| Arremesso                    | Altimurat Orazdurdiev · União Soviética | 202,5 kg          | Aleksandar Varbanov · Bulgária         | 200,0 kg          | Waldemar Kosiński · Polónia          | 190,0 kg          |
| Total                        | Altimurat Orazdurdiev · União Soviética | 362,5 kg          | Aleksandar Varbanov · Bulgária         | 350,0 kg          | Waldemar Kosiński · Polónia          | 345,0 kg          |
| Pesado-ligeiro (até 82,5 kg) |                                         |                   |                                        |                   |                                      |                   |
| Arranque                     | Kiril Kounev · Bulgária                 | 172,5 kg          | Ingo Steinhöfel · Alemanha Oriental    | 170,0 kg          | Sergey Li · União Soviética          | 170,0 kg          |
| Arremesso                    | Kiril Kounev · Bulgária                 | 212,5 kg          | Plamen Bratoychev · Bulgária           | 210,0 kg          | Ingo Steinhöfel · Alemanha Oriental  | 207,5 kg          |
| Total                        | Kiril Kounev · Bulgária                 | 385,0 kg          | Plamen Bratoychev · Bulgária           | 380,0 kg          | Ingo Steinhöfel · Alemanha Oriental  | 377,5 kg          |
| Meio-pesado (até 90 kg)      |                                         |                   |                                        |                   |                                      |                   |
| Arranque                     | Sergey Syrtsov · União Soviética        | 185,0 kg          | Anatoly Khrapaty · União Soviética     | 185,0 kg          | Ivan Chakarov · Bulgária             | 180,0 kg          |
| Arremesso                    | Anatoly Khrapaty · União Soviética      | 230,0 kg          | Sergey Syrtsov · União Soviética       | 222,5 kg          | Ivan Chakarov · Bulgária             | 220,0 kg          |
| Total                        | Anatoly Khrapaty · União Soviética      | 415,0 kg          | Sergey Syrtsov · União Soviética       | 407,5 kg          | Ivan Chakarov · Bulgária             | 400,0 kg          |
| Pesado I (até 100 kg)        |                                         |                   |                                        |                   |                                      |                   |
| Arranque                     | Nicu Vlad · Roménia                     | 190,0 kg          | Petar Stefanov · Bulgária              | 187,5 kg          | Pavel Kuznetsov · União Soviética    | 180,0 kg          |
| Arremesso                    | Petar Stefanov · Bulgária               | 227,5 kg          | Udo Guse · Alemanha Oriental           | 222,5 kg          | Nicu Vlad · Roménia                  | 222,5 kg          |
| Total                        | Petar Stefanov · Bulgária               | 415.0 kg          | Nicu Vlad · Roménia                    | 412,5 kg          | Pavel Kuznetsov · União Soviética    | 400,0 kg          |
| Pesado II (até 110 kg)       |                                         |                   |                                        |                   |                                      |                   |
| Arranque                     | Ronny Weller · Alemanha Oriental        | 202,5 kg          | Yury Zakharevich · União Soviética     | 202,5 kg          | Andrew Davies · Reino Unido          | 185,0 kg          |
| Arremesso                    | Stefan Botev · Bulgária                 | 242,5 kg          | Mirosław Dąbrowski · Polónia           | 212,5 kg          | Andrew Davies · Reino Unido          | 210,0 kg          |
| Total                        | Stefan Botev · Bulgária                 | 427,5 kg          | Andrew Davies · Reino Unido            | 395,0 kg          | Mirosław Dąbrowski · Polónia         | 382,5 kg          |
| Superpesado (+ 110 kg)       |                                         |                   |                                        |                   |                                      |                   |
| Arranque                     | Aleksandr Kurlovich · União Soviética   | 215,0 kg          | Rizvan Geliskhanov · União Soviética   | 200,0 kg          | Michael Schubert · Alemanha Oriental | 195,0 kg          |
| Arremesso                    | Aleksandr Kurlovich · União Soviética   | 245,0 kg          | Manfred Nerlinger · Alemanha Ocidental | 242,5 kg          | Rizvan Geliskhanov · União Soviética | 232,5 kg          |
| Total                        | Aleksandr Kurlovich · União Soviética   | 460,0 kg          | Rizvan Geliskhanov · União Soviética   | 432,5 kg          | Michael Schubert · Alemanha Oriental | 425,0 kg          |

### Feminino
| Evento    | Ouro                           | Ouro     | Prata                                   | Prata    | Bronze                            | Bronze   |
| --------- | ------------------------------ | -------- | --------------------------------------- | -------- | --------------------------------- | -------- |
| 44 kg     | Csilla Földi · Hungria         | 130,0 kg | Roberta Sforza · Itália                 | 120,0 kg | Danila Manca · Itália             | 115,0 kg |
| 48 kg     | Katerina Karadiova · Bulgária  | 125,0 kg | María Dolores Sotoca · Espanha          | 122,5 kg | Sara Duarte · Portugal            | 122,5 kg |
| 52 kg     | Siika Stoeva · Bulgária        | 147,5 kg | Caroline Arno · Reino Unido             | 147,5 kg | Claudia Dola · Itália             | 147,5 kg |
| 56 kg     | Zhaneta Gueorguieva · Bulgária | 162,5 kg | Sandra Gómez · Espanha                  | 150,0 kg | Stéphanie Genna · França          | 147,5 kg |
| 60 kg     | Kameliya Nikolaeva · Bulgária  | 202,5 kg | Daniela Kerkelova · Bulgária            | 182,5 kg | Annette Campbell · Reino Unido    | 152,5 kg |
| 67,5 kg   | Mária Takács · Hungria         | 200,0 kg | Valkana Tosheva · Bulgária              | 190,0 kg | María Dolores Martínez · Espanha  | 175,0 kg |
| 75 kg     | Milena Trendafilova · Bulgária | 220,0 kg | Susanna Samuelsson · Finlândia          | 177,5 kg | Sandra Smith-Vokroy · Reino Unido | 167,5 kg |
| 82,5 kg   | Judith Oakes · Reino Unido     | 202,5 kg | Erika Takács · Hungria                  | 202,5 kg | Mima Marcheva · Bulgária          | 180,0 kg |
| + 82,5 kg | Jristina Ilieva · Bulgária     | 182,5 kg | Ulrike Herchenhein · Alemanha Ocidental | 180,0 kg | Margaret Lynes · Reino Unido      | 175,0 kg |

## Quadro de medalhas
Quadro de medalhas no total combinado
| Ordem | País               | Medalha de ouro | Medalha de prata | Medalha de bronze | Total |
| ----- | ------------------ | --------------- | ---------------- | ----------------- | ----- |
| 1     | Bulgária           | 10              | 7                | 2                 | 19    |
| 2     | União Soviética    | 5               | 2                | 1                 | 8     |
| 3     | Hungria            | 2               | 1                | 0                 | 3     |
| 4     | Reino Unido        | 1               | 2                | 3                 | 6     |
| 5     | Turquia            | 1               | 0                | 0                 | 1     |
| 6     | Espanha            | 0               | 2                | 2                 | 4     |
| 7     | Roménia            | 0               | 2                | 1                 | 3     |
| 8     | Itália             | 0               | 1                | 2                 | 3     |
| 9     | Alemanha Oriental  | 0               | 1                | 0                 | 1     |
| 9     | Finlândia          | 0               | 1                | 0                 | 1     |
| 11    | Alemanha Ocidental | 0               | 0                | 3                 | 3     |
| 12    | Polónia            | 0               | 0                | 2                 | 2     |
| 13    | Albânia            | 0               | 0                | 1                 | 1     |
| 13    | França             | 0               | 0                | 1                 | 1     |
| 13    | Portugal           | 0               | 0                | 1                 | 1     |
| Total | Total              | 19              | 19               | 19                | 57    |